# Gründjitobel-Viadukt
Der Gründjitobel-Viadukt ist eine einspurige Eisenbahnbrücke der Rhätischen Bahn auf dem Gebiet der Gemeinde Arosa (ehemals Langwies) im Kanton Graubünden in der Schweiz.

## Lage
Das Bauwerk ist Teil der schmalspurigen Bahnstrecke Chur–Arosa, es befindet sich zwischen Peist und Langwies im Gebiet Matten-Gründji. Das Viadukt führt die Eisenbahnstrecke über das Gründjitobel, einer tief eingeschnittenen, mit sandigen Erosionsgebilden («Steimannli») versehenen Moränenschlucht aus Kies.

## Geschichte
Aufgrund der schwierigen geologischen Verhältnisse im Schanfigg mussten für die zwischen 1912 und 1914 privat erbaute Chur-Arosa-Bahn insgesamt 19 Tunnels und 52 Brücken erstellt werden. Die meisten Brücken wurden in klassischer Weise aus Stein erstellt, einem Baustoff, den die nahegelegene Plessur in ausreichender Menge zur Verfügung stellte. An Stellen, wo sich der Baugrund besonders unruhig präsentierte, wurden Eisenbrücken erstellt. Eine völlig neuartige Bauweise kam aufgrund der zu überwindenden Strecke beim Gründjitobel-Viadukt und dem nur wenig südöstlich gelegenen Langwieser Viadukt zur Anwendung: Anstelle einer Brücke mit mehreren Öffnungen entstand ein aufsehenerregendes Bauwerk aus Eisenbeton mit einer grossen Spannweite. Der Gefahr, dass Pfeiler im Flusslauf unterspült werden, konnte somit erfolgreich begegnet werden; seit dem Bestehen der Bahn konnte die Erosion diesem Bauwerk denn auch kaum etwas anhaben.

## Technische Daten
Der Gründjitobel-Viadukt ist insgesamt 145 m lang. Die Hauptöffnung besteht aus einem Bogen mit 85 m Stützweite und 46 m Höhe über dem Talgrund. Der gesamte Bau verlief praktisch störungsfrei und konnte in nur einem Jahr vollendet werden. Zusammen mit dem grösseren Langwieser Viadukt gehörte der Gründjitobel-Viadukt bei seiner Errichtung zu den weitestgespannten Eisenbahnbrücken der Welt. Das Lehrgerüst, welches bereits beim Bau der Halenbrücke in Bern Verwendung fand, stammte wie beim Langwieser Viadukt von Richard Coray aus Trin. Am 10. Juli 1913 begann man mit dessen Bau, und am 26. August 1913 war es fertiggestellt. Der massive Hauptbogen in der Tradition Robert Maillarts mit liegendem Rechteckquerschnitt war am 15. September des gleichen Jahres betoniert, die Beendigung des Bauwerks erfolgte am 1. Juli 1914. Gebaut wurde das vom "Vater" der Halenbrücke, Ingenieur Jakob Bolliger, geplante Werk von der Firma Müller, Zeerleder und Gobat, welche mit Ausnahme des Langwieser Abschnitts die gesamte Strecke Peist-Arosa erstellte.

## Galerie

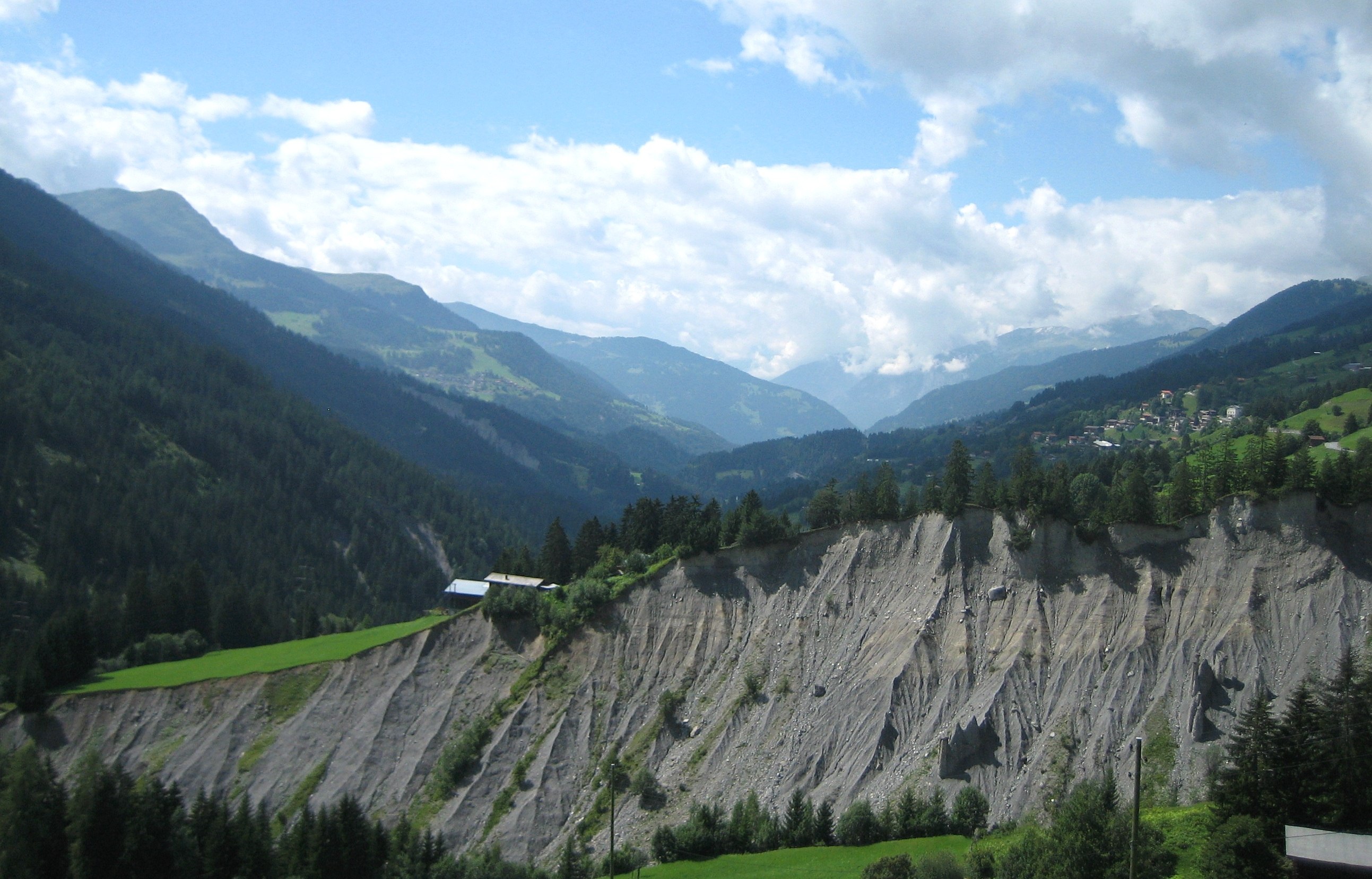
Das Gründjitobel mit Steimannli von Osten
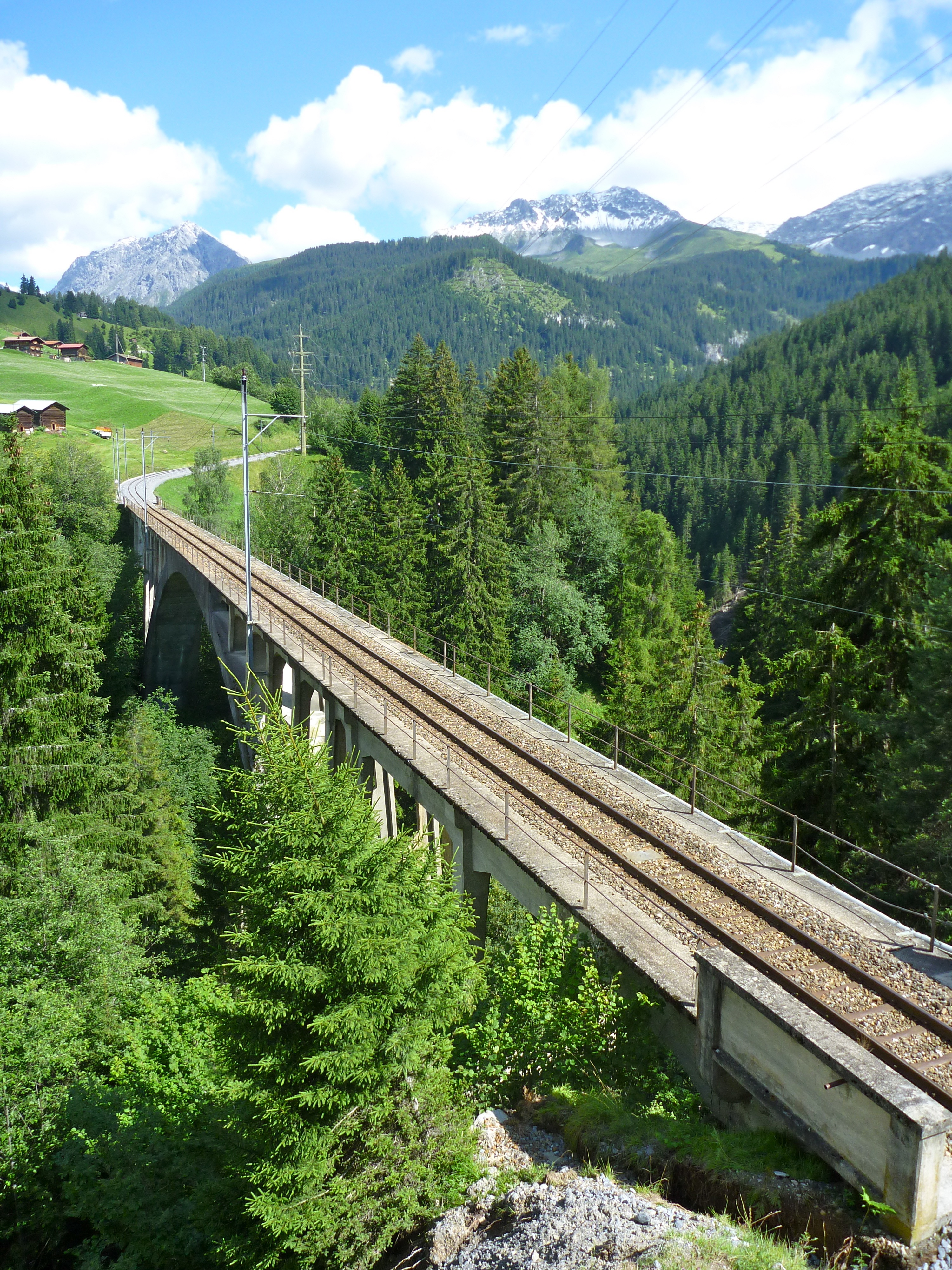
Ansicht von Westen zu den Aroser Dolomiten
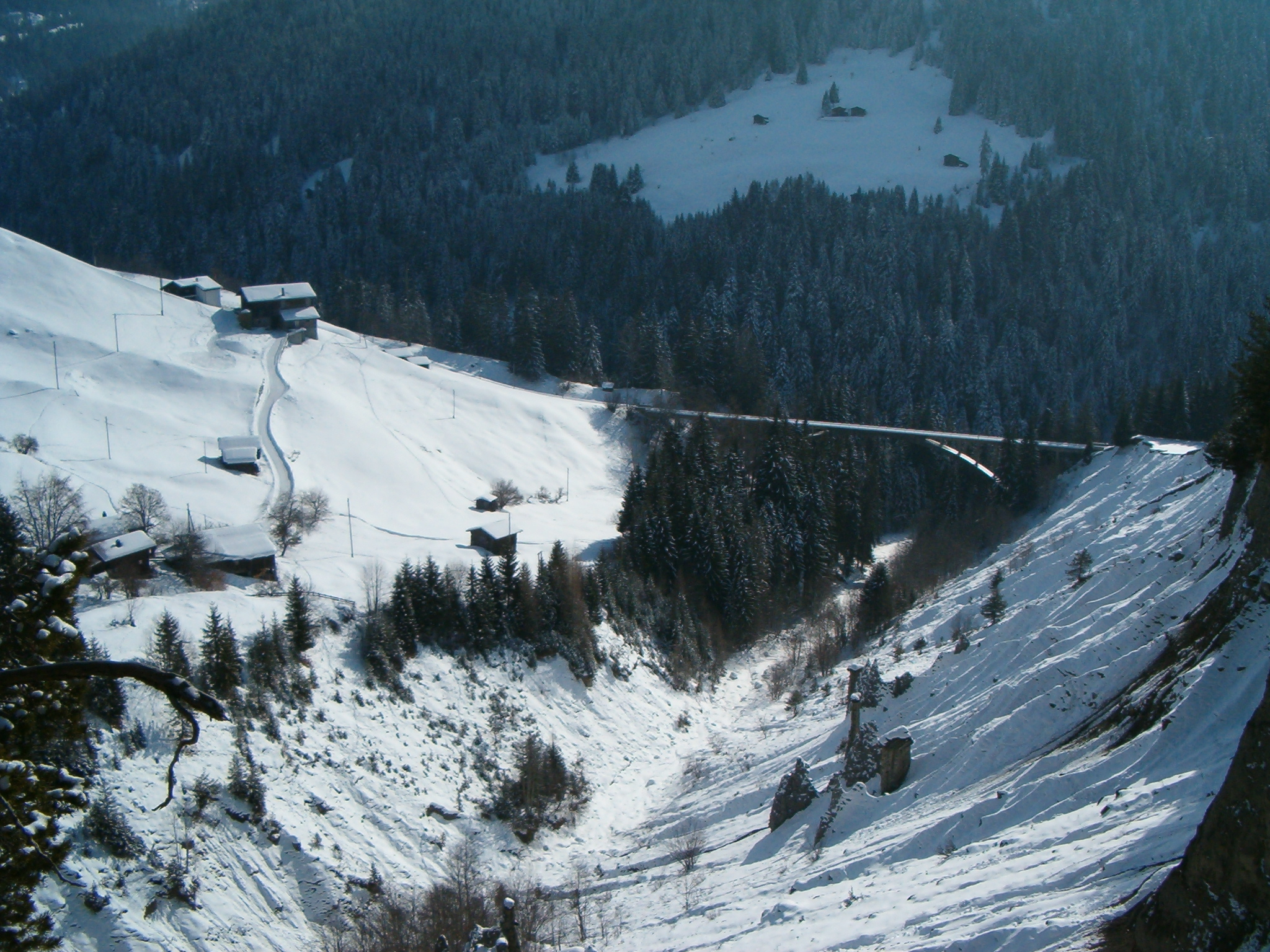
Blick vom Gründjitobel auf den Viadukt
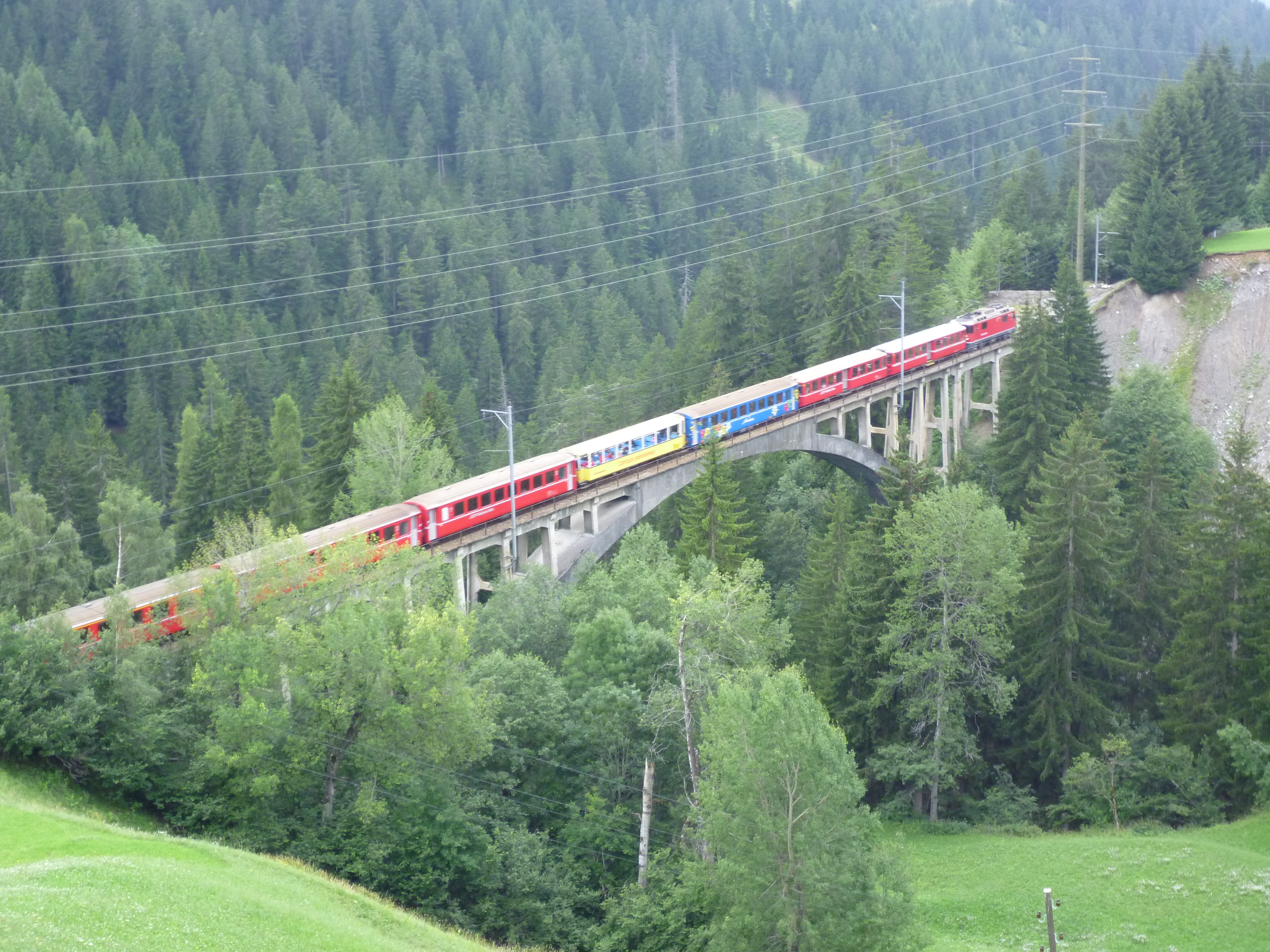
Viadukt mit Regionalzug
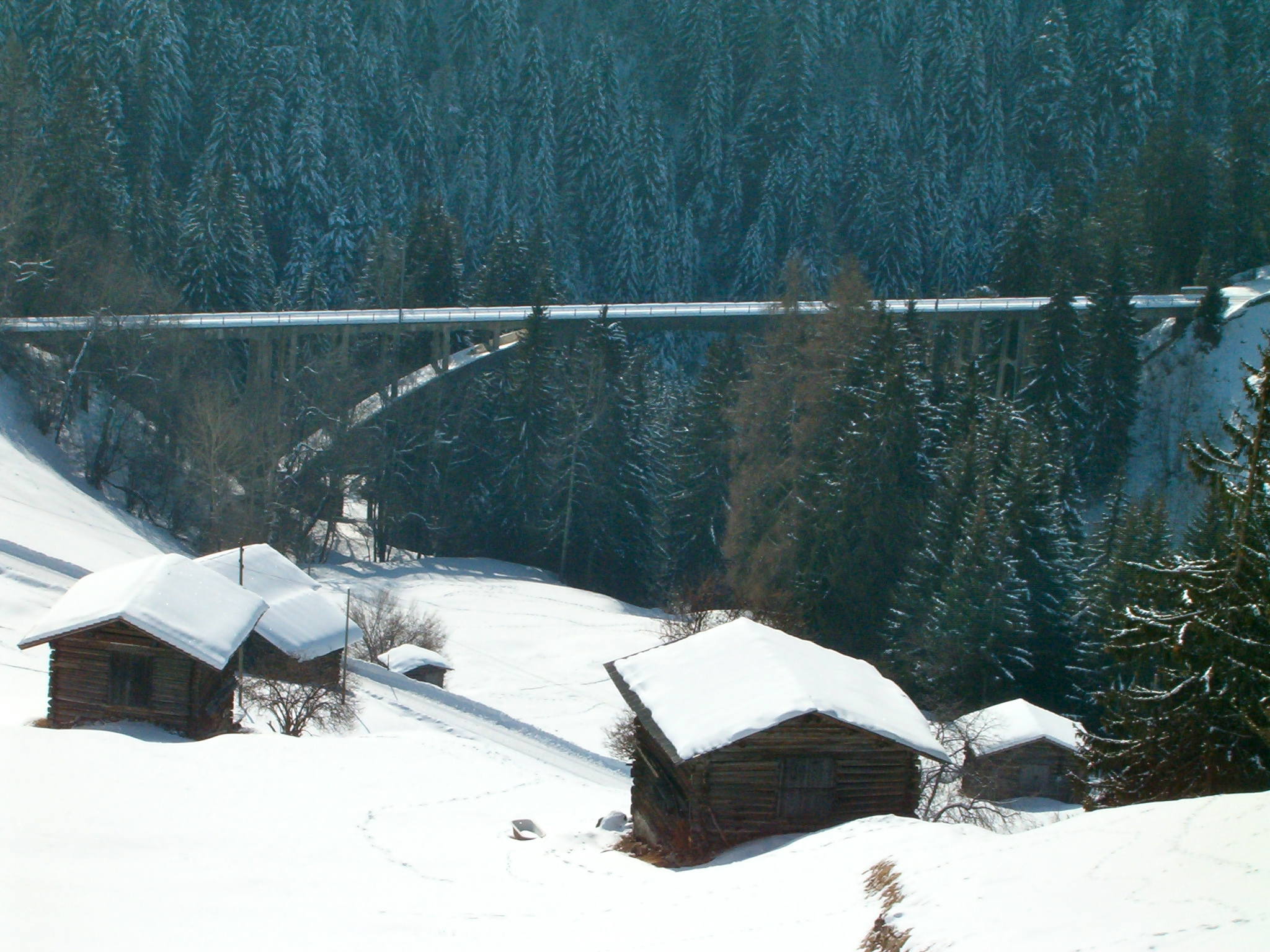
Ansicht vom Gründji
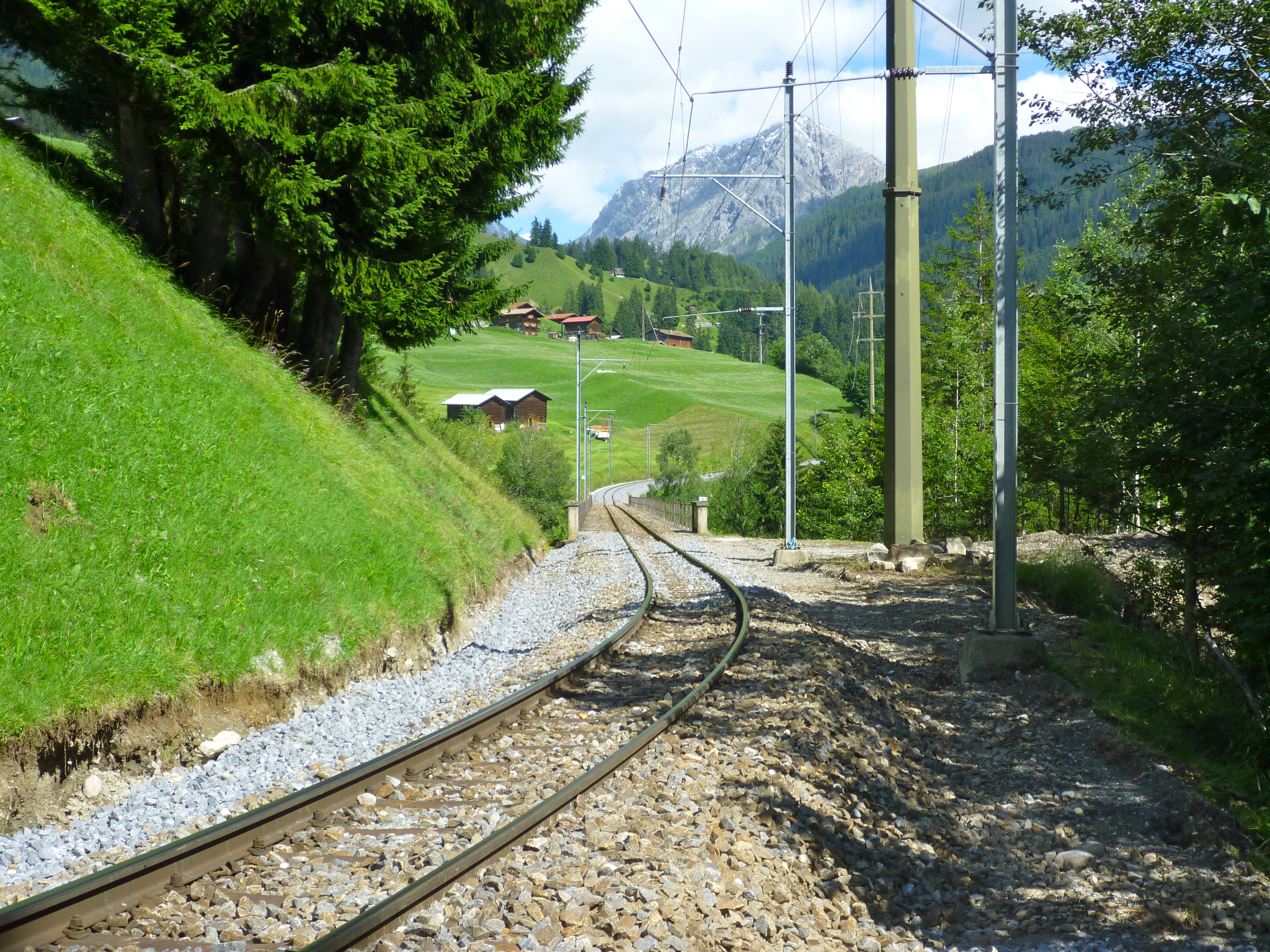
Blick vom Ostportal des Matten-Tunnels zur Brückentrasse. Hinten die Chüpfenflue